# TEU

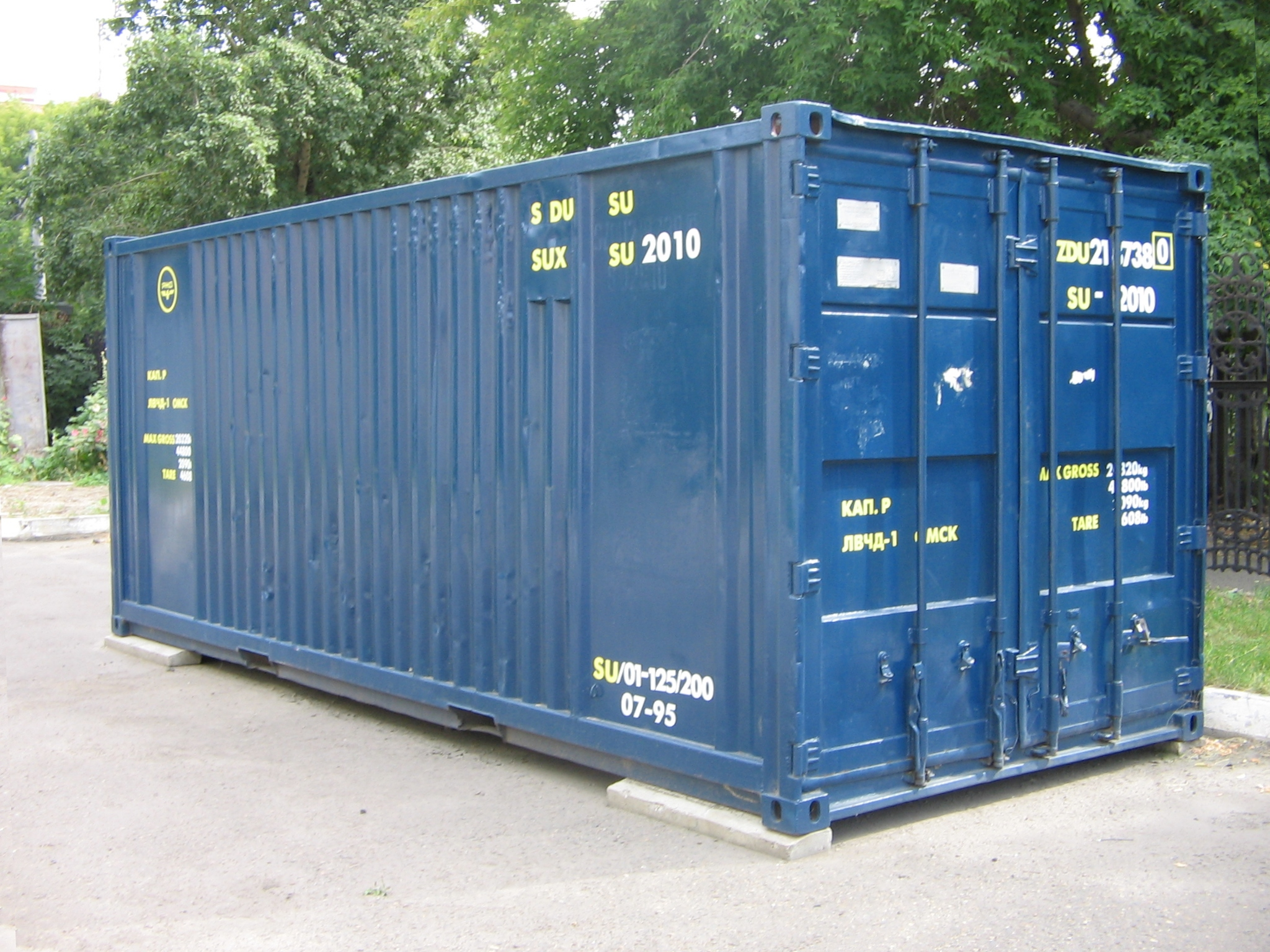
20-stopowy kontener

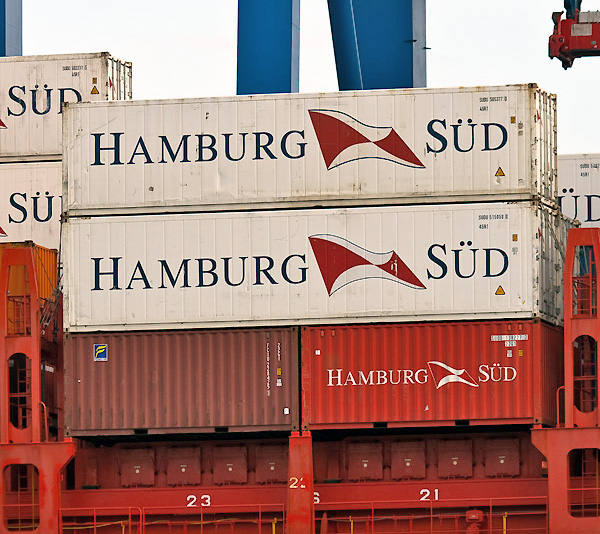
Porównanie kontenera 40-stopowego (dwa białe na górze) i 20-stopowych (pod nimi)

TEU (twenty-foot equivalent unit) – jednostka pojemności używana często w odniesieniu do portów i statków. Jest ona równoważna objętości kontenera o długości 20 stóp.
Nazwa jednostki miary pochodzi od standardowego kontenera o wymiarach 20 × 8 × 8,5 stopy, czyli 6,10 × 2,44 × 2,59 metra lub mniej więcej 39 m³. Kontenery takie były w powszechnym użyciu od lat 60. XX wieku. Obecnie standardem są kontenery dwakroć dłuższe i czasem za jednostkę przeliczeniową przyjmuje się tzw. FEU, czyli forty-foot equivalent unit, równoważną 2 TEU. Tradycyjnie ponadgabarytowe kontenery o długości 45 stóp także określa się jako 2 TEU. Także wysokości kontenera (np. kontener HC - "high cube") typowo nie uwzględnia się przy wyliczaniu TEU.